# Robert Accard
Robert Accard (Lisieux, 26 novembre 1897 – Le Havre, 15 ottobre 1971) è stato un calciatore francese, di ruolo centrocampista.